# 圣米歇尔德凡
圣米歇尔德凡（法語：Saint-Michel-de-Feins，法語發音：[sɛ̃ miʃɛl də fɛ̃]）是法国马耶讷省的一个旧市镇，位于该省东南部，属于贡捷堡区。2019年，圣米歇尔德凡与临近的3个市镇合并为新市镇比耶内莱维拉日。

## 地理
圣米歇尔德凡（47°46'38"N, 0°34'10"W）面积6.75 平方千米，位于法国卢瓦尔河地区大区马耶讷省，该省份为法国西北部内陆省份，北起芒什省和奧恩省，西接伊勒-维莱讷省，南至曼恩-卢瓦尔省，东临萨尔特省。
与圣米歇尔德凡接壤的市镇（或旧市镇、城区）包括：瑟德尔、阿让通圣母村、比耶内、达翁、圣洛朗德莫尔捷。
圣米歇尔德凡的时区为UTC+01:00、UTC+02:00（夏令时）。

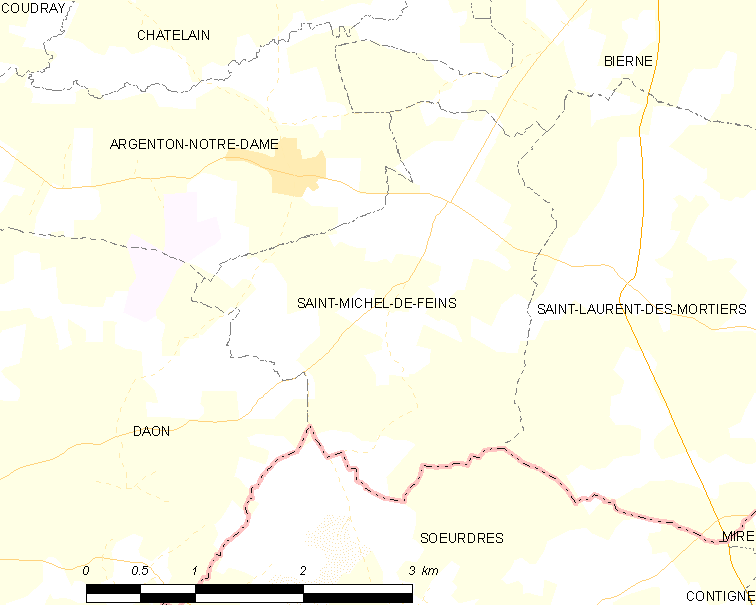
圣米歇尔德凡的OSM定位图

## 行政
圣米歇尔德凡的邮政编码为53290，INSEE市镇编码为53241。

## 政治
圣米歇尔德凡所属的省级选区为马耶讷河畔贡捷堡第一县。

## 人口

1962-2008年间圣米歇尔德凡人口变化图示

圣米歇尔德凡于2018年1月1日时的人口数量为177人。